# Pista unibranchia
Pista unibranchia är en ringmaskart som beskrevs av Francis Day 1963. Pista unibranchia ingår i släktet Pista och familjen Terebellidae. Inga underarter finns listade i Catalogue of Life.